# Pierre Thomas Radoult de La Fosse
Pierre Thomas Radoult de la Fosse (né à Villeneuve-d'Agen le 30 décembre 1783, décédé dans la même ville le 2 novembre 1869) est un général d'artillerie et parlementaire français.

## Carrière
Entré à l'École polytechnique l'an XII de la République française, et à l'École d'application de l'artillerie et du génie en 1806, il prit part à toutes les campagnes de l'Empire, y compris celle des Cent-Jours.
Se trouvant à Toulouse, à la Révolution de Juillet, il fut appelé, dès le premier jour, au commandement des troupes ; et c'est surtout à sa conduite ferme et prudente que cette ville dut le maintien de sa tranquillité.
Nommé, en 1835, colonel directeur de l'artillerie à Bastia, et, six mois après, chargé du commandement du 11e régiment d'artillerie, il fut, sur la demande du Comité de cette arme, appelé, par le ministre de la guerre, au commandement en second et à la direction des études de l'École d'application de l'artillerie et du génie.
Promu, en 1842, au grade de général de brigade, et chargé du commandement de l'artillerie de Besançon, il obtint, à la fin de 1845, attendu son âge avancé et ses longs services, d'être placé dans la deuxième section du cadre de l'état-major général.
À la Révolution de février, il vivait retiré à Villeneuve-d'Agen, où son père avait été vingt-cinq ans receveur particulier des finances, aimé, estimé de tous et considéré comme un des hommes les plus honorables du département, lorsqu'il a été envoyé à l'Assemblée nationale. Il fut ainsi élu député de Lot-et-Garonne le 23 avril 1848 et réélu le 13 mai 1849.
Pierre Thomas Radoult de la Fosse était commandeur de la Légion d'honneur et chevalier de Saint-Louis

## Famille
Son fils  Jean François Charles Radoult de la Fosse (1825-1900), fut ingénieur des Ponts-et-Chaussées. Connu pour ses aménagements de Vichy lors du développement de la station thermale sous Napoléon III (pont sur l'Allier, entre Vichy et Bellerive, construction de la digue rive droite et des parcs attenants). Il fut maire de Cusset, la ville voisine.